# Tubarão-focinho-de-porco-de-crista
O tubarão-focinho-de-porco-de-crista (Heterodontus galeatus) é uma espécie incomum de tubarão-focinho-de-porco da família Heterodontidae. Vive ao largo da costa leste da Austrália, da superfície até uma profundidade de 93 m. Este tubarão pode ser distinguido de outros membros de sua família pelo grande tamanho das cristas acima dos olhos e pelo padrão de coloração com grandes manchas escuras. Geralmente atinge um comprimento de 1,2 m.
Noturno e bentônico, o tubarão-focinho-de-porco-de-crista prefere recifes rochosos e áreas vegetadas, onde caça ouriços-do-mar e outros pequenos organismos. É ovíparo, com fêmeas produzindo cápsulas de ovos em forma de espiral que são fixadas a algas ou esponjas com longos tentáculos. A maturação sexual é lenta, com uma fêmea em cativeiro começando a pôr ovos somente aos quase 12 anos de idade. A União Internacional para a Conservação da Natureza (IUCN) avaliou este tubarão inofensivo como de "Pouco Preocupante"; ele não tem interesse econômico e sofre mortalidade mínima como fauna acompanhante, por pesca recreativa e redes de proteção contra tubarões.

## Taxonomia
O zoólogo britânico Albert Günther descreveu originalmente o tubarão-focinho-de-porco-de-crista como Cestracion galeatus no oitavo volume de Catalogue of the Fishes in the British Museum, em 1870. Ele escolheu o epíteto específico galeatus do latim para "com capacete", referindo-se às cristas proeminentes acima dos olhos do tubarão, que também lhe conferem seu nome comum.
Autores subsequentes moveram esta espécie para os gêneros Gyropleurodus e Molochophrys antes de classificá-la em Heterodontus. O holótipo é uma fêmea de 68 cm capturada na Austrália. Este tubarão também pode ser chamado em inglês de crested shark, crested bull shark, crested horn shark, and crested Port Jackson shark.

## Descrição

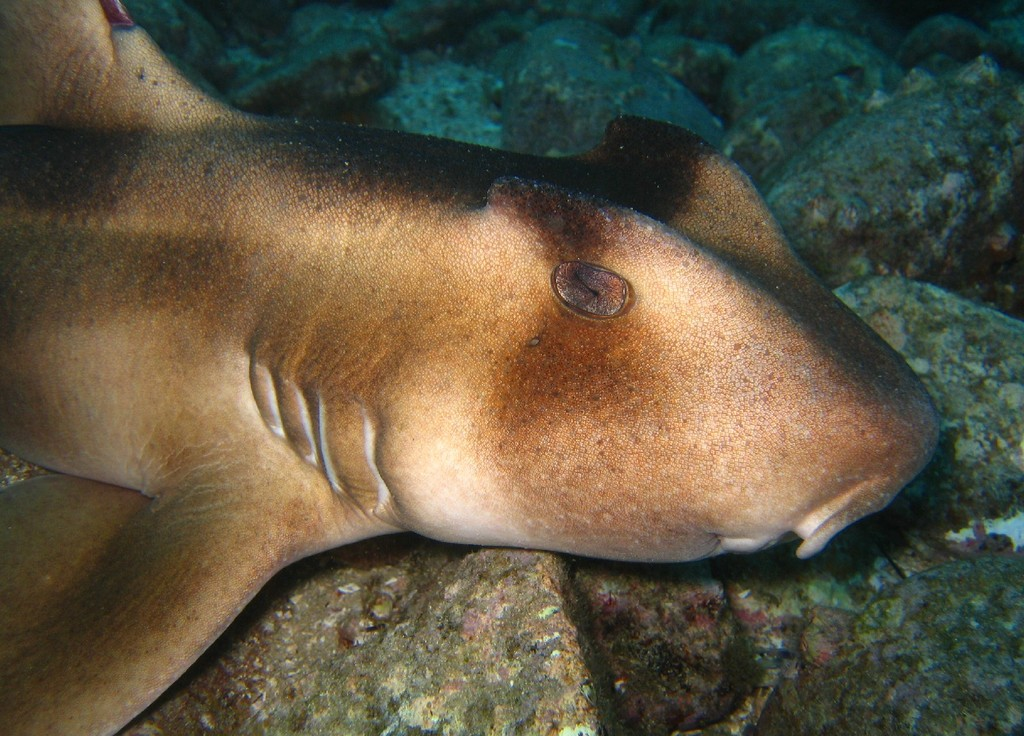
As altas cristas acima dos olhos do tubarão-focinho-de-porco-de-crista são sua característica mais marcante.

A cabeça do tubarão-focinho-de-porco-de-crista é curta e larga, com um focinho rombudo, semelhante ao de um porco. Os olhos estão posicionados no topo da cabeça e não possuem membranas nictitantes. As arcada supraciliar acima dos olhos desta espécie são maiores que as de qualquer outro membro de sua família. As narinas são divididas em aberturas de entrada e saída por um longo flap de pele que alcança a boca. Um sulco circunda a abertura de entrada, e outro sulco vai da abertura de saída até a boca, que está localizada quase na ponta do focinho. Os dentes na frente das mandíbulas são pequenos e pontiagudos, com uma cúspide central e duas cúspides laterais, enquanto os dentes na parte de trás das mandíbulas são largos e semelhantes a molares. Sulcos profundos nos cantos da boca se estendem para ambas as mandíbulas.
As barbatanas peitorais são grandes e arredondadas, enquanto as barbatanas pélvicas e anal são menores e mais angulares. A primeira barbatana dorsal é moderadamente alta, com um ápice arredondado a angular e um espinho robusto na margem anterior, originando-se atrás das barbatanas peitorais. A segunda barbatana dorsal se assemelha à primeira e é quase tão grande, localizada entre as barbatanas pélvicas e anal. A barbatana caudal é larga, com uma incisura ventral forte perto da ponta do lobo superior. Os dentículos dérmicos são grandes e ásperos, especialmente nos flancos. A coloração consiste em cinco faixas marrons a pretas, de bordas difusas, sobre um fundo bege claro. Há marcas escuras no topo da cabeça entre as cristas e abaixo de cada olho. A maioria dos tubarões-focinho-de-porco-de-crista mede até 1,2 m, mas alguns podem atingir 1,5 m.

## Distribuição e habitat

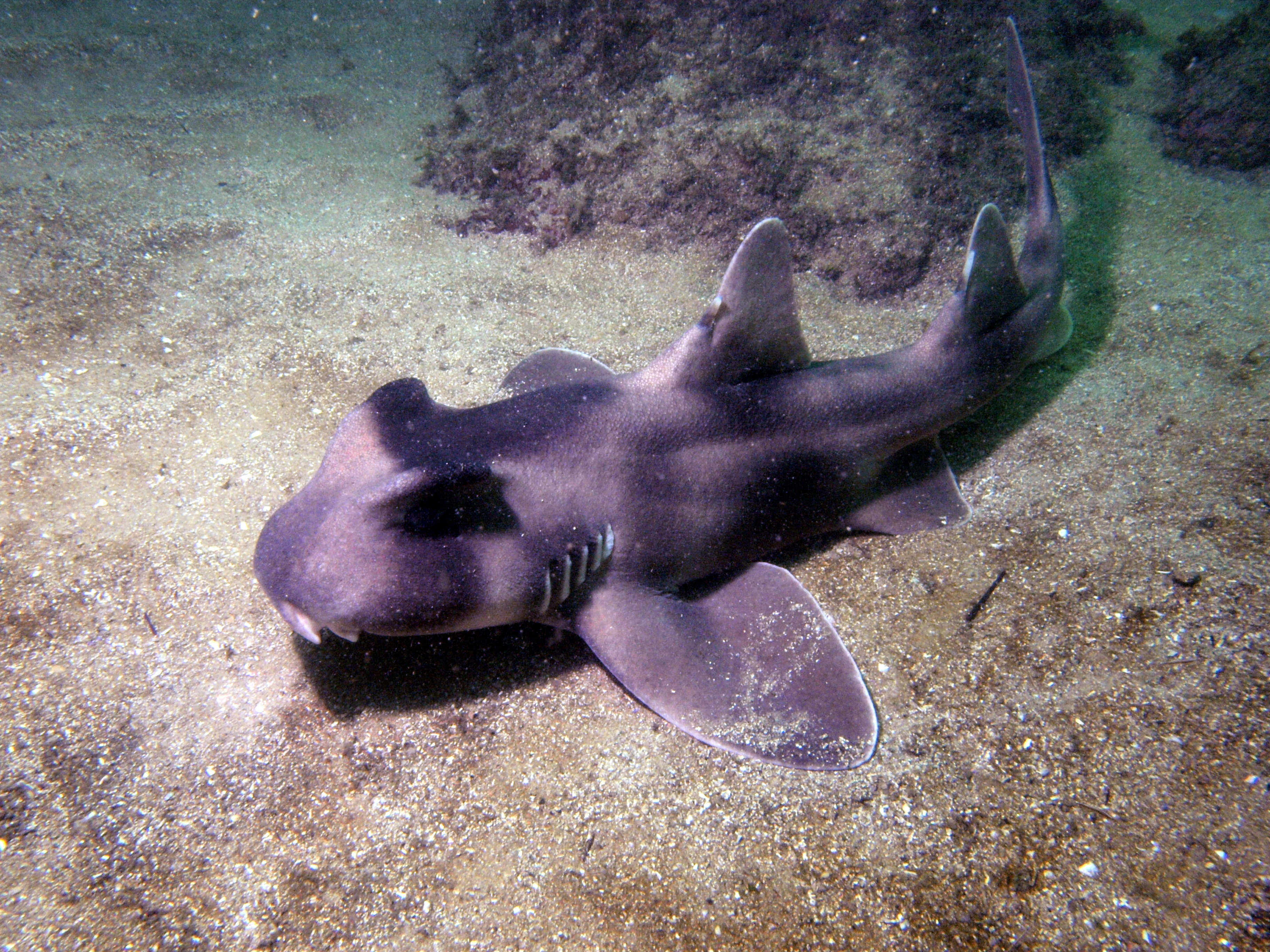
O tubarão-focinho-de-porco-de-crista é encontrado no fundo ou próximo a ele.

A distribuição de Heterodontus galeatus está restrita às águas temperadas quentes ao longo da costa leste da Austrália, de cabo Moreton, Queensland, até Batemans Bay, Nova Gales do Sul. Há registros duvidosos desta espécie na península de Cape York, ao norte, e na Tasmânia, ao sul. Esta espécie coexiste com o relacionado tubarão-de-Port-Jackson (H. portusjacksoni) em grande parte de sua distribuição, mas é geralmente muito mais rara, exceto no sul de Queensland e norte de Nova Gales do Sul, onde tende a predominar sobre a outra espécie.
De natureza bentônica, o tubarão-focinho-de-porco-de-crista é encontrado sobre a plataforma continental, desde a zona entremarés até uma profundidade de 93 m, sendo mais comum em águas mais profundas. Prefere recifes rochosos, tapetes de algas e leitos de ervas marinhas.

## Biologia e ecologia

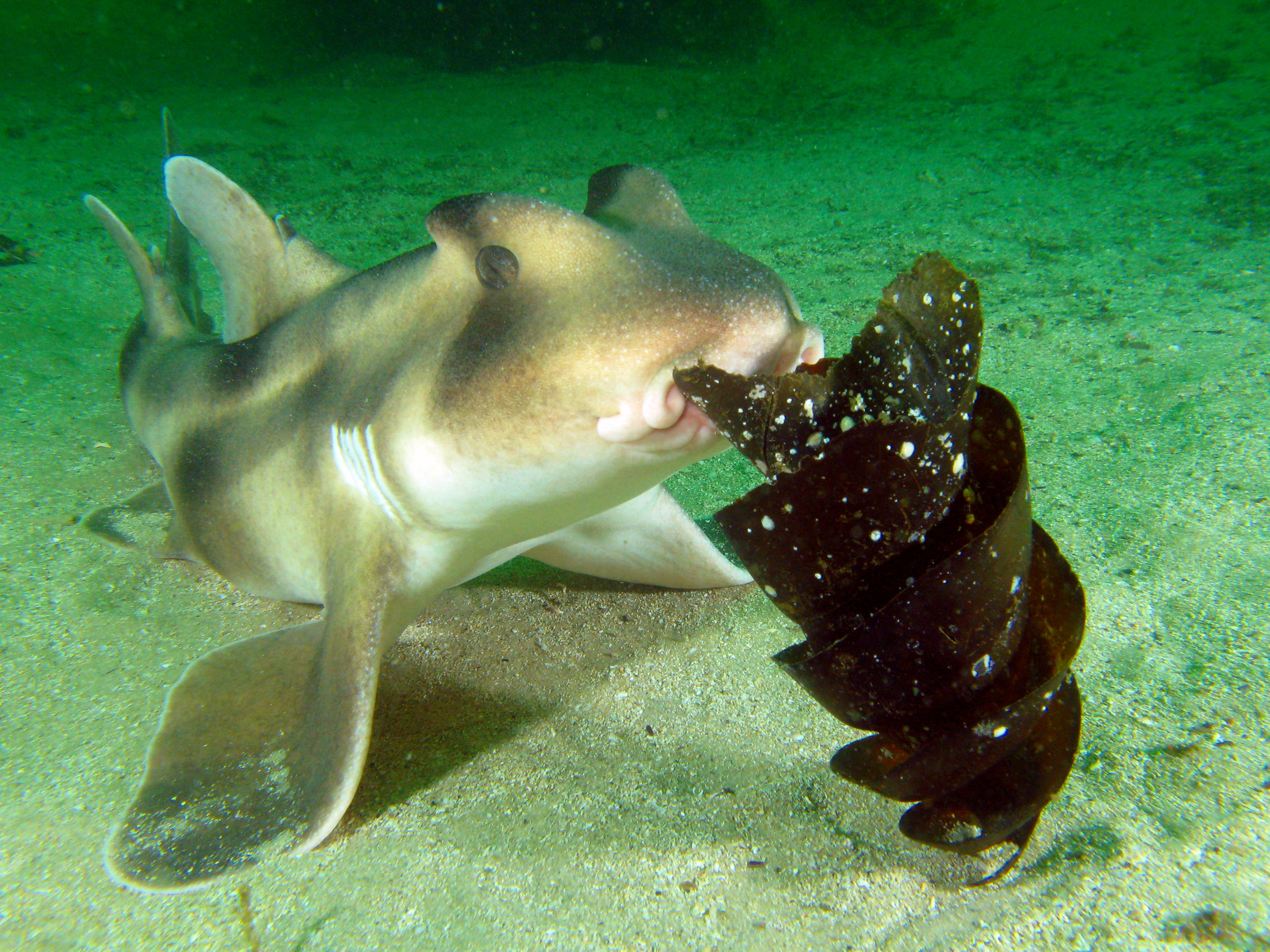
Um tubarão-focinho-de-porco-de-crista se alimentando de um ovo do tubarão-de-Port-Jackson.

O tubarão-focinho-de-porco-de-crista é uma espécie noturna e lenta, frequentemente vista enfiando a cabeça entre rochas em busca de alimento. Alimenta-se principalmente dos ouriços-do-mar Centrostephanus rodgersii e Heliocidaris erythrogramma, mas também consome uma variedade de outros invertebrados e pequenos peixes. Uma dieta constante de ouriços-do-mar pode tingir os dentes deste tubarão de roxo rosado. O tubarão-focinho-de-porco-de-crista é também um predador importante dos ovos do tubarão-de-Port-Jackson, que são sazonalmente disponíveis e ricos em nutrientes. Indivíduos foram observados pegando as cápsulas de ovos com a boca e mastigando a casca resistente, rompendo-a para sugar o conteúdo; as cápsulas de ovos também podem ser engolidas inteiras. Diferentemente do tubarão-de-Port-Jackson, o tubarão-focinho-de-porco-de-crista não forma grandes agregações.
Indivíduos de Heterodontus galeatus são ovíparos, com um ciclo reprodutivo possivelmente anual. As fêmeas produzem 10–16 ovos por ano durante o final do inverno, em julho e agosto, embora Michael (1993) tenha observado que a postura de ovos pode continuar ao longo do ano. As cápsulas de ovos medem cerca de 11 cm de comprimento, com um par de flanges finas que espiralam 6–7 vezes ao redor do exterior e dois tentáculos esguios de até 2 m de comprimento em uma extremidade, usados para fixar a cápsula a algas ou esponjas. As cápsulas são geralmente depositadas a uma profundidade de 20 a 30 m, muito mais fundo que o tubarão-de-Port-Jackson, embora haja um registro de um ovo encontrado a apenas 8,6 m de profundidade. O tempo de eclosão foi relatado como 5 e 8–9 meses; os filhotes recém-emergidos medem 17 a 22 cm de comprimento e se assemelham aos adultos. Last e Stevens (1994) indicaram os comprimentos de maturidade para machos e fêmeas como 60 cm e 70 cm, respectivamente, embora machos maduros tão pequenos quanto 53,5 cm tenham sido encontrados posteriormente em Queensland. O crescimento e envelhecimento foram documentados para uma fêmea em cativeiro no Aquário Taronga Park, que cresceu em média 5 cm por ano e não depositou ovos até quase 12 anos de idade.

## Interações humanas
Inofensivo aos humanos, o tubarão-focinho-de-porco-de-crista tem pouco interesse para a pesca recreativa ou comercial. É raramente capturado com anzol e linha. Pescarias comerciais de arrasto de fundo para camarões, operando em Queensland e Nova Gales do Sul, capturam esta espécie como fauna acompanhante; o impacto dessas atividades na população é incerto, pois esta espécie não é registrada separadamente do tubarão-de-Port-Jackson. No entanto, a maioria dos tubarões-cabeça-chata capturados nessas pescarias sobrevive para ser liberada viva. Os tubarões-focinho-de-porco-de-crista provavelmente também são capturados em redes de proteção contra tubarões usadas para proteger praias; novamente, a maioria consegue sobreviver à experiência.
Devido à mortalidade limitada sofrida por esta espécie por várias atividades humanas, a União Internacional para a Conservação da Natureza avaliou esta espécie como de "Pouco Preocupante", embora também recomende monitoramento cuidadoso, dado sua distribuição restrita e raridade geral. A distribuição do tubarão-focinho-de-porco-de-crista coincide com várias áreas marinhas protegidas; além disso, foi listado como animal declarado no Anexo 3 do Plano de Zoneamento dos Parques Marinhos de Queensland de 1997 (Moreton Bay), que regula sua coleta no Parque Marinho de Moreton Bay.